# Kanał Gliwicki

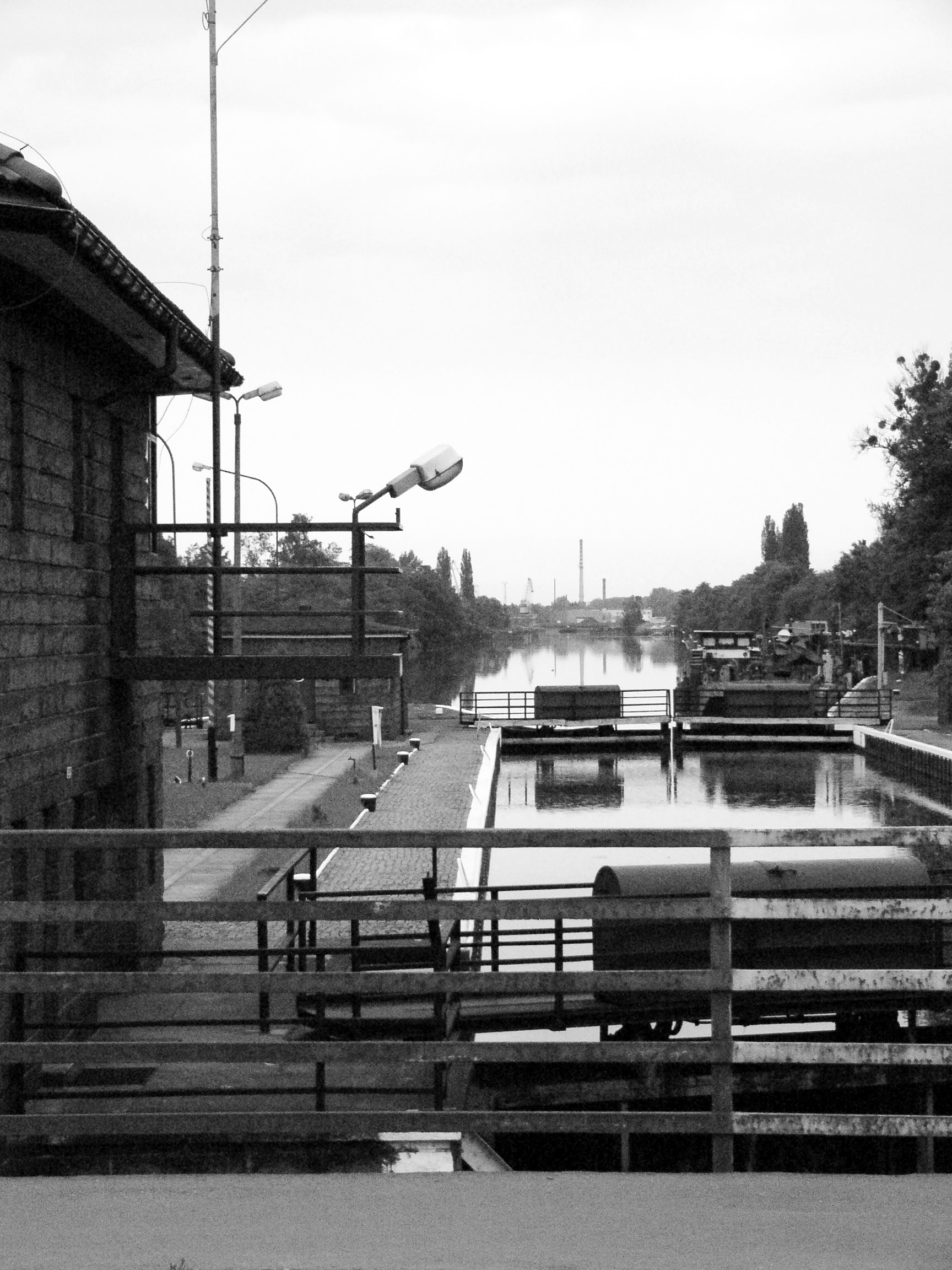
Śluza Łabędy na Kanale Gliwickim. W oddali Port Gliwice

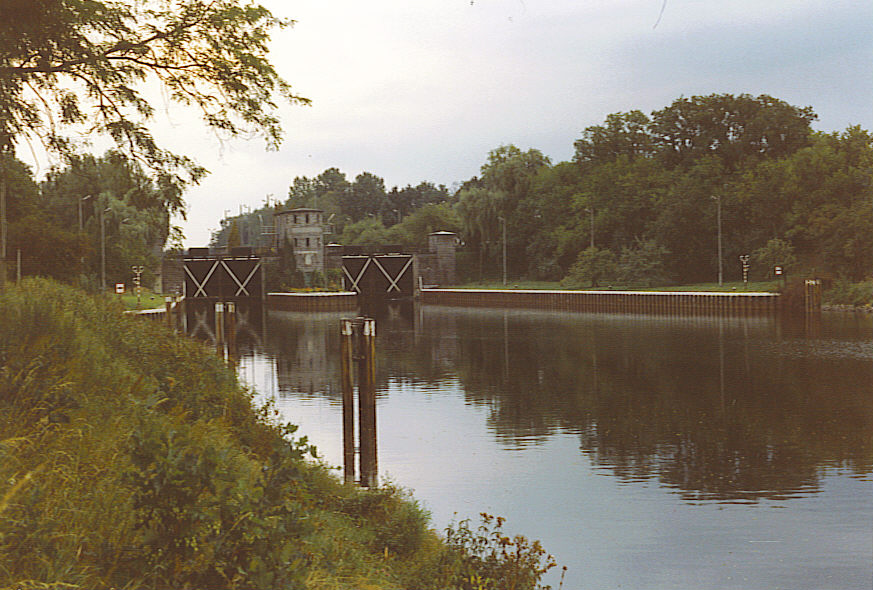
Śluza na Kanale Gliwickim

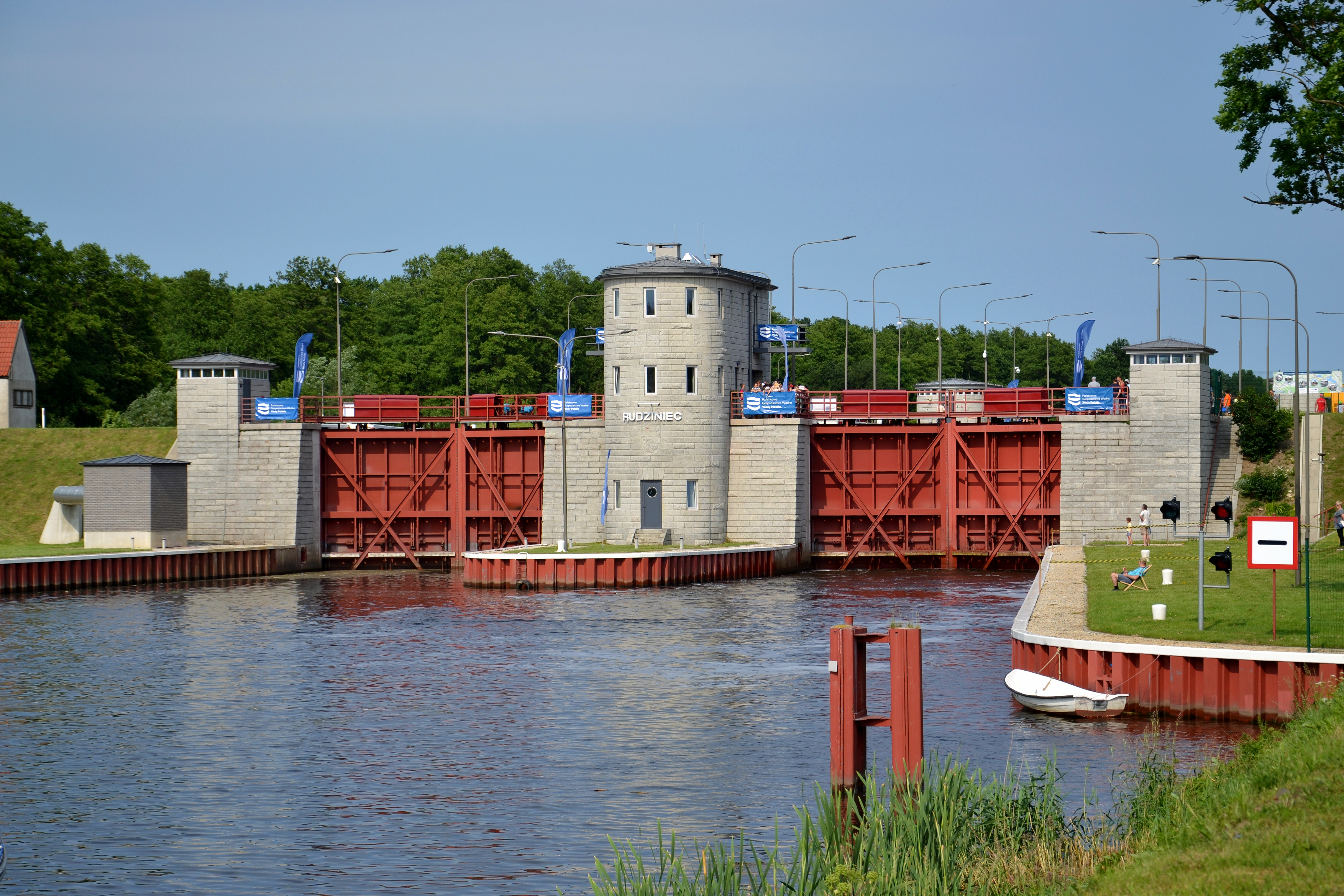
Śluza Rudziniec na Kanale Gliwickim

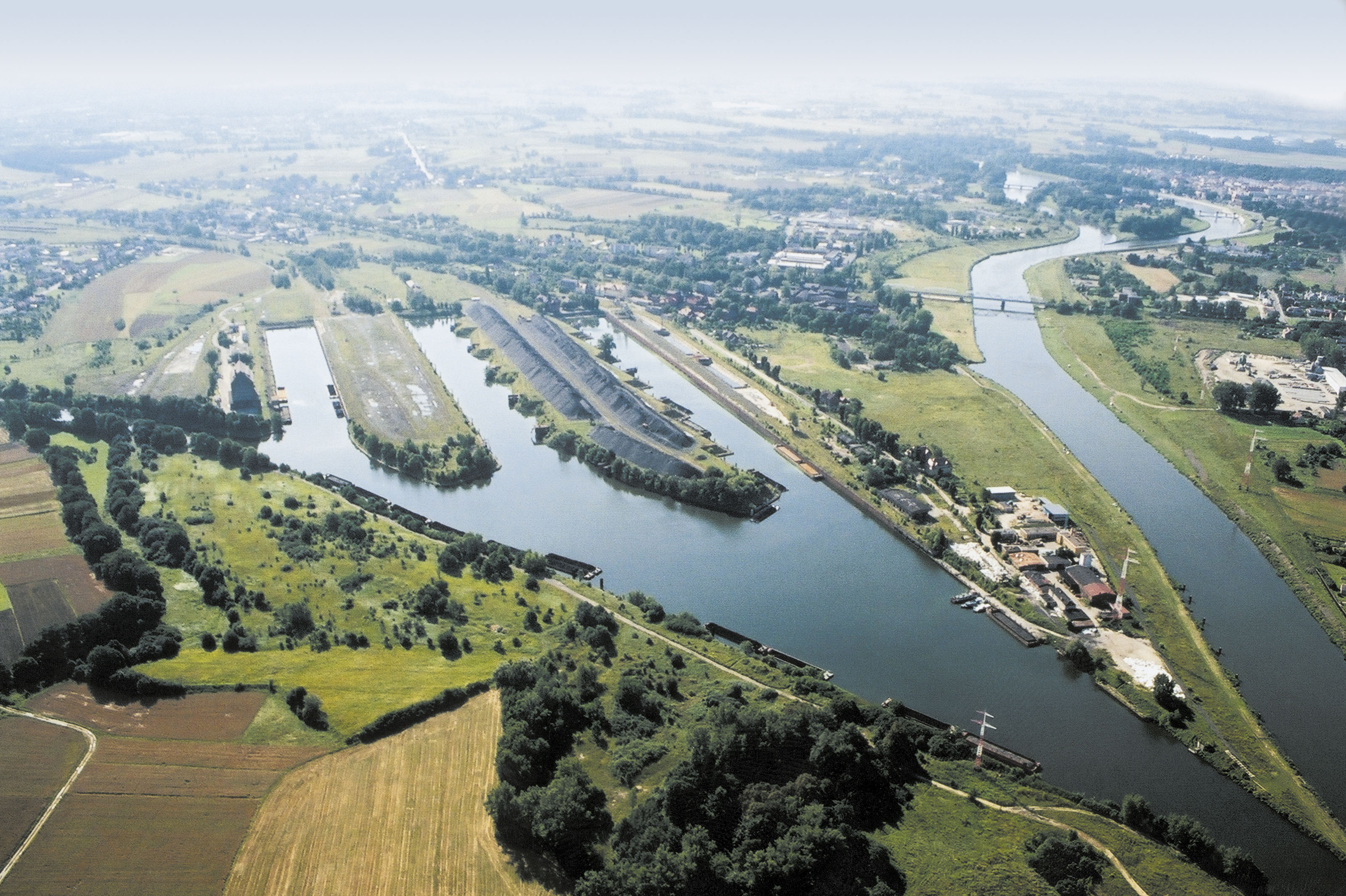
Port na osiedlu Koźle-Port, z lewej początek Kanału Gliwickiego, z prawej Odra w Kędzierzynie-Koźlu

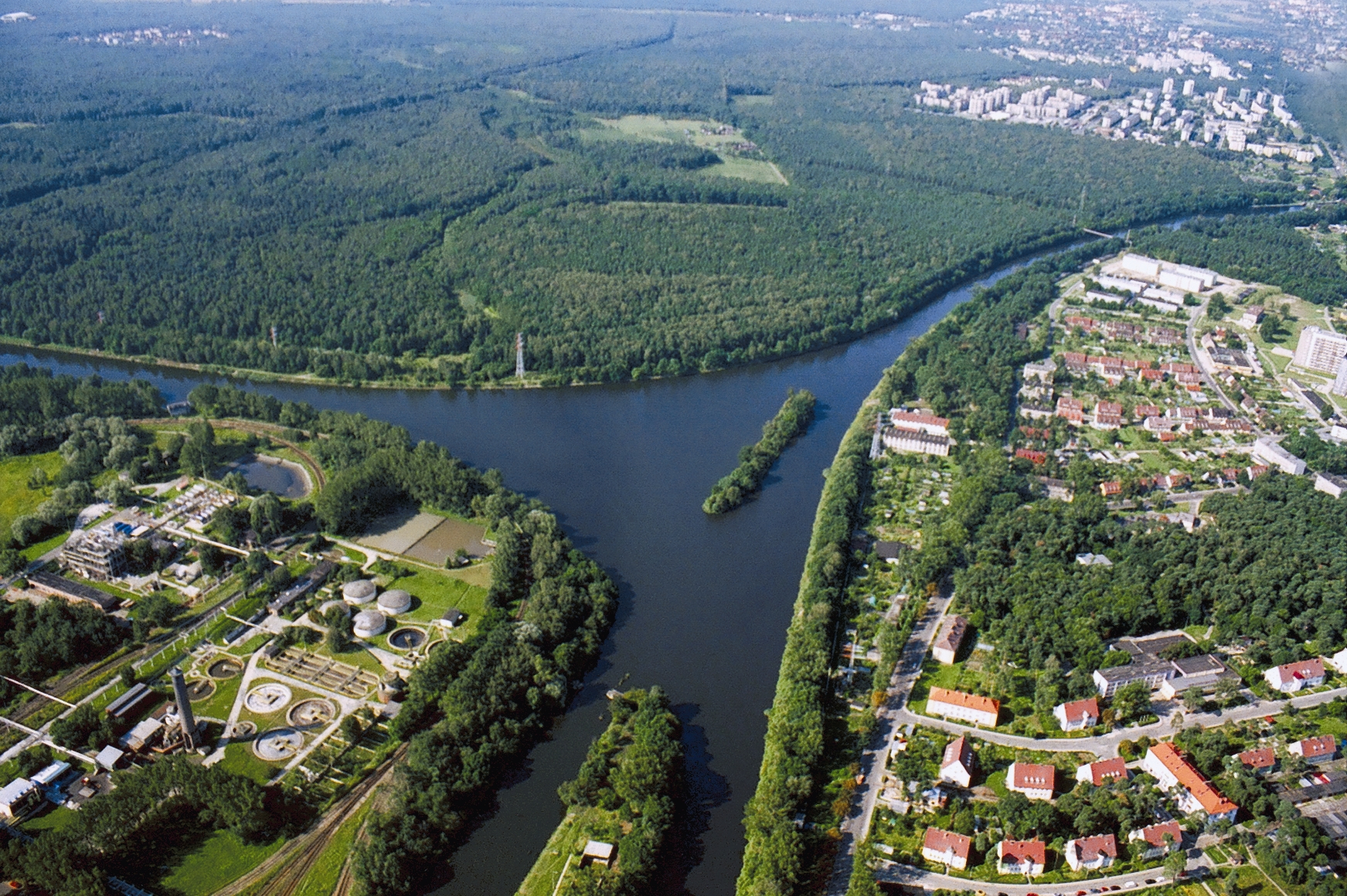
Miejsce połączenia Kanału Gliwickiego z Kanałem Kędzierzyńskim (w lewo), początek kanału Odra – Dunaj wybudowany w latach 1939–1943

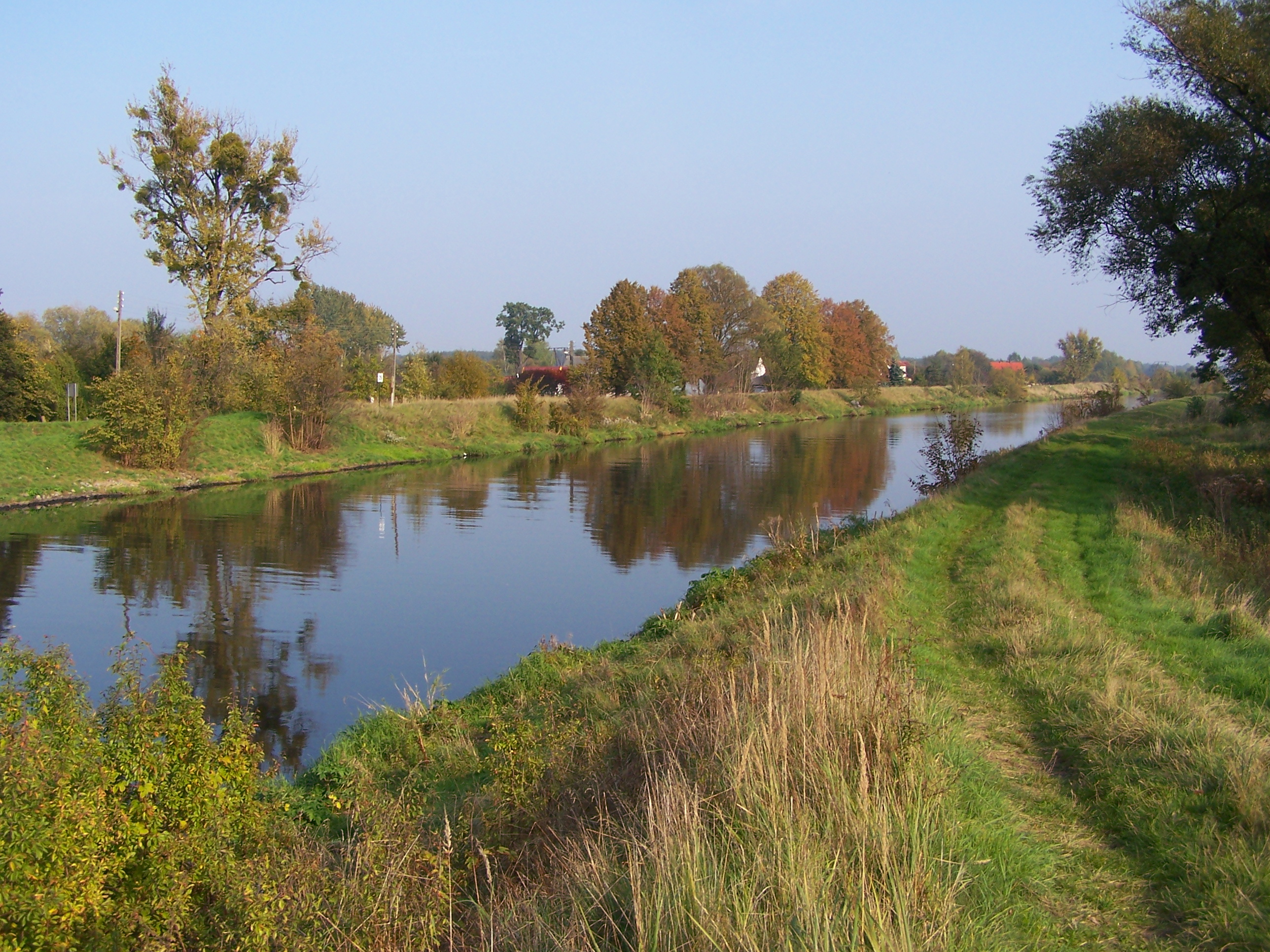
Kanał Gliwicki w Pławniowicach

Kanał Gliwicki (niem. Gleiwitzer Kanal) – droga wodna łącząca Odrę z Gliwicami w Górnośląskim Okręgu Przemysłowym. Kanał Gliwicki powstał w miejsce starego Kanału Kłodnickiego. Należy do kategorii kanałów żeglugowych dojazdowych, będących rodzajem kanałów łączących. Zgodnie z Rozporządzeniem Rady Ministrów z 2002 r. ws. klasyfikacji śródlądowych dróg wodnych, kanał ma III klasę żeglowną na całej długości.

## Informacje ogólne
Długość kanału 40,60 km, maksymalna głębokość 3,50 m, różnica poziomów wody między początkiem i końcem kanału wynosi 43,60 m. Pokonanie różnic poziomu wody przez jednostki pływające reguluje 6 śluz wodnych. Kanał żeglugowy wykonany jest częściowo w wykopie, a częściowo w nasypie. Jego szerokość waha się od 38,00 m w wykopie do 41,00 m w nasypie. Dopuszczalna prędkość jednostek pływających na kanale wynosi 9,00 km/h luzem i dla zestawów pustych, oraz 7,00 km/h dla zestawów załadowanych.
Początek kanału znajduje się w Kędzierzynie-Koźlu na 98. kilometrze Odry, koniec – w basenie portowym Portu Gliwice. Kanał przebiega przez województwa opolskie (18,80 km) i śląskie (21,80 km).
Głównym źródłem zasilania kanału jest rzeka Kłodnica oraz jeziora i zbiorniki wodne (Dzierżno Duże, Dzierżno Małe) położone w jego górnej części. Sezon żeglugowy na kanale trwa przeciętnie 270 dni, od 15 marca do 15 grudnia.

## Historia
Kanał Gliwicki został zbudowany w latach 1935–1939, uroczyście oddany do użytku 8 grudnia 1939 i uruchomiony w 1941. Powstał w miejsce starego Kanału Kłodnickiego istniejącego do 1937 roku. Nazywany był również Kanałem Górnośląskim (Oberschlesischer Kanal), a przez krótki okres Kanałem Adolfa Hitlera (Adolf-Hitler-Kanal).
W 2018 kanałem spławiono 421 barek z 206 808 tonami węgla dla Elektrociepłowni Wrocław.

## Śluzy
Śluzy na Kanale Gliwickim zaczynając od Portu Gliwice:
Śluza Łabędy
Nazwa pochodzi od Łabęd, dzielnicy miasta Gliwice.
Parametry:
- Konstrukcja: dwukomorowa bliźniacza
- Różnica poziomów: 4,20 m
- Długość: 71,50 m
- Szerokość: 12,00 m
- Ilość wody zużywanej na jedno śluzowanie: 3,9 tys. m³

Śluza Dzierżno
Nazwa pochodzi od Dzierżna, dzielnicy miasta Pyskowice.
Parametry:
- Konstrukcja: dwukomorowa bliźniacza
- Różnica poziomów: 10,30 m
- Długość: 71,50 m
- Szerokość: 12,00 m
- Ilość wody zużywanej na jedno śluzowanie: 9,5 tys. m³

Śluza Rudziniec
Nazwa pochodzi od miejscowości Rudziniec.
Parametry:
- Konstrukcja: dwukomorowa bliźniacza
- Różnica poziomów: 6,25 m
- Długość: 71,40 m
- Szerokość: 12,00 m
- Ilość wody zużywanej na jedno śluzowanie: 5,8 tys. m³

Śluza Sławięcice
Nazwa pochodzi od Sławięcic, dzielnicy miasta Kędzierzyn-Koźle.
Parametry:
- Konstrukcja: dwukomorowa bliźniacza
- Różnica poziomów: 6,25 m
- Długość: 71,40 m
- Szerokość: 12,00 m
- Ilość wody zużywanej na jedno śluzowanie: 5,8 tys. m³

Śluza Nowa Wieś
Parametry:
- Konstrukcja: dwukomorowa bliźniacza
- Różnica poziomów: 6,20 m
- Długość: 71,40 m
- Szerokość: 12,00 m
- Ilość wody zużywanej na jedno śluzowanie: 5,8 tys. m³

Śluza Kłodnica
Nazwa pochodzi od Kłodnicy, dzielnicy miasta Kędzierzyn-Koźle.
Parametry:
- Konstrukcja: dwukomorowa bliźniacza
- Różnica poziomów: 10,40 m
- Długość: 71,80 m
- Szerokość: 12,00 m
- Ilość wody zużywanej na jedno śluzowanie: 9,5 tys. m³

## Syfon Kłodnicy
W Kędzierzynie-Koźlu, około dwóch kilometrów poniżej śluzy Nowa Wieś, znajduje się „syfon Kłodnicy”. Jest to dwupoziomowe skrzyżowanie Kanału Gliwickiego z rzeką Kłodnicą, która przepływa pod nim. Jest to jedno z trzech takich skrzyżowań cieków w Polsce. Drugim jest syfon strugi Flis pod Kanałem Bydgoskim w Bydgoszczy, a trzecim – akwedukt w Fojutowie, gdzie krzyżują się Czerska Struga i Wielki Kanał Brdy.